# Дэчинравжаалин
Дэчинравжаалин (монг. Дэчинравжаалин) — буддийский храм, принадлежащий традиции гелуг. Располагается в столице Монголии Улан-Баторе, в районе Баянзурх.

## История
Монастырь Дэчинравжаалин был основан в 2003 году ламой из аймака Завхан М. Хурэцэндом, ставшим впоследствии его настоятелем. Он располагается་ в районе Баянзурх рядом с рынком «Нарантуул», на месте старого храма, разрушенного в годы репрессий, и представляет собой двухэтажное кирпичное здание, обнесённое забором и окружённое юртами. В храме проводятся ежедневные, ежемесячные и ежегодные хуралы. При Дэчинравжаалине действуют астролог и лавка религиозных товаров.